# Кубок Туркменистана по футболу 2016
Кубок Туркменистана по футболу 2016 (туркм. Türkmenistanyň Kubogy 2016) — туркменский футбольный турнир среди профессиональных туркменских клубов высшей лиги, 25-й по счёту. Предварительная стадия турнира стартовала 16 августа 2016 года. Проводится по системе с выбыванием начиная с четвертьфинала, кроме команд «Туран», «Копетдаг», «Мерв», «Ашхабад» из Высшей лиги, и две команды из Первой лиги, «Сары-даш» и «Багтыярлык-Лебап» — они начали турнир с предварительного этапа. Финальный матч прошёл 28 октября 2016 года в Дашогузе между ашхабадскими клубами «Алтын Асыр» и «Ашхабад». Кубок выиграл «Алтын Асыр», победитель Кубка получил право выступления в финале Суперкубка Туркменистана 2016.

## Финал
| Дашогуз 28 октября 2016                                            | \| Алтын Асыр \| 4 : 0 \| Ашхабад \| \| Мурад Ягшиев 33′ 80′ · Акмурад Джуманазаров · Сулейман Мухадов 86′ \| Голы \| \| | Гарашсызлык |
| Алтын Асыр                                                         | 4 : 0 | Ашхабад     |
| Мурад Ягшиев 33′ 80′ · Акмурад Джуманазаров · Сулейман Мухадов 86′ | Голы |             |

| Обладатель Кубка Туркменистана 2016 |
| ----------------------------------- |
| Алтын Асыр Третий кубок             |